# Dualizm ekonomiczny
Dualizm ekonomiczny (eng. economic dualism) – termin autorstwa Juliusa Hermana Boeke odnoszący się do faktu współwystępowania w jednej politycznej czy narodowej strukturze społecznej dwóch (lub więcej) odrębnych, ale pozostających w symbiozie zespołów procesów ekonomicznych lub rynków.
Gospodarki dualne są powszechne w krajach mniej rozwiniętych, gdzie jeden system jest dostosowany do potrzeb lokalnych, a drugi, odmienny do rynku światowego eksportu. Przykładem dualizmu ekonomicznego jest np. obecność w krajach Trzeciego Świata samowystarczalnej chłopskiej gospodarki rolnej oraz komercyjnej produkcji podstawowych towarów lub artykułów przemysłowych na rynek międzynarodowy.
Tymczasem w krajach wysoko rozwiniętych obecny jest podział na korporacje działające w centrum i mniejsze przedsiębiorstwa prowadzące działalność na peryferiach oraz podział na centralne i peryferyjne rynki pracy.